# Moszczenica (gmina, Petite-Pologne)
Pour les articles homonymes, voir Moszczenica.
Moszczenica est une gmina rurale du powiat de Gorlice, Petite-Pologne, dans le sud de la Pologne. Son siège est le village de Moszczenica, qui se situe environ 9 km au nord-ouest de Gorlice et 93 km au sud-est de la capitale régionale Cracovie.
La gmina couvre une superficie de 37,6 km2 pour une population de 4 711 habitants.

## Géographie
La gmina ne comporte que 2 villages : Moszczenica et Staszkówka.
La gmina borde les gminy de Biecz, Ciężkowice, Gorlice, Łużna et Rzepiennik Strzyżewski.